# The Studio Albums 2000–2011
A The Studio Albums 2000–2011 a Bright Eyes Fevers and Mirrors, Lifted or The Story is in the Soil, Keep Your Ear to the Ground, I’m Wide Awake, It’s Morning, Digital Ash in a Digital Urn, Cassadaga és The People’s Key nagylemezeit magában foglaló díszdobozban hanglemezen, illetve CD-n megjelent összeállítás, amelyet 2016. október 21-én adott ki a Saddle Creek Records. A csomagból csak 5000 darabot értékesítettek.
A The Studio Albums 2000–2011 a Saddle Creek Records 240. kiadványa.

## Kiadás
A válogatás magában foglalja a The People’s Key eredeti, narancssárga lemezének replikáját, Butch Hogan 12 darab, Conor Oberst munkássága alatt készített 8×10-es méretű fotóját, és Nathaniel Kernelnek, a Team Love Records társalapítójának összefoglaló füzetét.

## Számlista
| 1.  | A Spindle, a Darkness, a Fever, and a Necklace    | 6:28 |
| 2.  | A Scale, a Mirror and Those Indifferent Clocks    | 2:44 |
| 3.  | The Calendar Hung Itself…                         | 3:55 |
| 4.  | Something Vague                                   | 3:33 |
| 5.  | The Movement of a Hand                            | 4:02 |
| 6.  | Arienette                                         | 3:45 |
| 7.  | When the Curious Girl Realizes She Is Under Glass | 2:40 |
| 8.  | Haligh, Haligh, a Lie, Haligh                     | 4:43 |
| 9.  | The Center of the World                           | 4:43 |
| 10. | Sunrise, Sunset                                   | 4:32 |
| 11. | An Attempt to Tip the Scales                      | 8:29 |
| 12. | A Song to Pass the Time                           | 5:30 |

| 1.  | The Big Picture                                    | 8:42  |
| 2.  | Method Acting                                      | 3:42  |
| 3.  | False Advertising                                  | 5:52  |
| 4.  | You Will. You? Will. You? Will. You? Will.         | 3:25  |
| 5.  | Lover I Don’t Have to Love                         | 4:00  |
| 6.  | Bowl of Oranges                                    | 4:48  |
| 7.  | Don’t Know When But a Day Is Gonna Come            | 6:31  |
| 8.  | Nothing Gets Crossed Out                           | 4:34  |
| 9.  | Make War                                           | 6:16  |
| 10. | Wase of Paint                                      | 6:29  |
| 11. | From a Balance Beam                                | 3:40  |
| 12. | Laura Laurent                                      | 4:56  |
| 13. | Let's Not Shit Ourselves (To Love and to Be Loved) | 10:07 |

| 1.  | At the Bottom of Everything             | 4:34 |
| 2.  | We Are Nowhere and It’s Now             | 4:12 |
| 3.  | Old Soul Song (For the New World Order) | 4:29 |
| 4.  | Lua                                     | 4:31 |
| 5.  | Train Under Water                       | 6:05 |
| 6.  | First Day of My Life                    | 3:08 |
| 7.  | Another Travelin’ Song                  | 4:16 |
| 8.  | Land Locked Blues                       | 5:47 |
| 9.  | Poison Oak                              | 4:39 |
| 10. | Road to Joy                             | 3:54 |

| 1.  | Time Code                   | 4:28 |
| 2.  | Gold Mine Gutted            | 3:56 |
| 3.  | Arc of Time (Time Code)     | 3:54 |
| 4.  | Down in a Rabbit Hole       | 4:33 |
| 5.  | Take It Easy (Love Nothing) | 3:20 |
| 6.  | Hit the Switch              | 4:47 |
| 7.  | I Believe in Simmetry       | 5:24 |
| 8.  | Devil in the Deatils        | 4:06 |
| 9.  | Ship in a Bottle            | 3:27 |
| 10. | Light Pollution             | 3:16 |
| 11. | Theme from Pinata           | 3:18 |
| 12. | Easy/Lucky/Free             | 5:31 |

| 1.  | Clairaudients (Kill or Be Killed) | 6:05 |
| 2.  | Four Winds                        | 4:16 |
| 3.  | If the Brakeman Turns My Way      | 4:53 |
| 4.  | Hot Knives                        | 4:13 |
| 5.  | Make a Plan to Love Me            | 4:14 |
| 6.  | Soul Singer in a Session Band     | 4:14 |
| 7.  | Classic Cars                      | 4:19 |
| 8.  | Middleman                         | 4:49 |
| 9.  | Cleanse Song                      | 3:28 |
| 10. | No One Would Riot for Less        | 5:12 |
| 11. | Coat Check Dream Song             | 4:10 |
| 12. | I Must Belong Somewhere           | 6:19 |
| 13. | Lime Tree                         | 5:53 |

| The People’s Key | The People’s Key                          | The People’s Key | The People’s Key | The People’s Key | The People’s Key | The People’s Key | The People’s Key | The People’s Key | The People’s Key |
|                  | Cím                                       | Hossz            |                  |                  |                  |                  |                  |                  |                  |
| ---------------- | ----------------------------------------- | ---------------- | ---------------- | ---------------- | ---------------- | ---------------- | ---------------- | ---------------- | ---------------- |
| 1.               | Firewall                                  | 7:16             |                  |                  |                  |                  |                  |                  |                  |
| 2.               | Shell Games                               | 3:55             |                  |                  |                  |                  |                  |                  |                  |
| 3.               | Jejune Stars                              | 4:10             |                  |                  |                  |                  |                  |                  |                  |
| 4.               | Approximate Sunlight                      | 4:24             |                  |                  |                  |                  |                  |                  |                  |
| 5.               | Haile Selassie                            | 4:33             |                  |                  |                  |                  |                  |                  |                  |
| 6.               | A Machine Spiritual (in the People’s Key) | 4:19             |                  |                  |                  |                  |                  |                  |                  |
| 7.               | Triple Spiral                             | 3:51             |                  |                  |                  |                  |                  |                  |                  |
| 8.               | Beginner’s Mind                           | 3:55             |                  |                  |                  |                  |                  |                  |                  |
| 9.               | Ladder Song                               | 3:58             |                  |                  |                  |                  |                  |                  |                  |
| 10.              | One for You, One for Me                   | 6:37             |                  |                  |                  |                  |                  |                  |                  |
| 340:08           |                                           |                  |                  |                  |                  |                  |                  |                  |                  |